# Giże (Świętajno)
Giże (deutsch Giesen) ist ein Dorf in der polnischen Woiwodschaft Ermland-Masuren und gehört zur Landgemeinde Świętajno (Schwentainen) im Powiat Olecki (Kreis Oletzko, 1933–1945 Kreis Treuburg).

## Geographische Lage
Giże liegt in der östlichen Mitte der Woiwodschaft Ermland-Masuren, 9 Kilometer südwestlich der Kreisstadt Olecko (Marggrabowa, umgangssprachlich auch Oletzko, 1933–1945 Treuburg). 
An den Ort grenzt im Norden das bereits zur Gmina Olecko gehörende gleichnamige Dorf Giże an, für das keine einstige deutsche Bezeichnung und auch kein geschichtlicher Zusammenhang belegt ist.

## Geschichte
Das kleine und bis 1945 Giesen genannte Dorf wurde im Jahr 1553 gegründet. 1874 kam es in den Amtsbezirk Orzechowken (polnisch Orzechówko), der allerdings vor 1908 wieder aufgelöst wurde, so dass Giesen in den Amtsbezirk Schwentainen (polnisch Świętajno) umgegliedert wurde. Beide Amtsbezirke gehörten zum Kreis Oletzko (1933–1945 Kreis Treuburg) im Regierungsbezirk Gumbinnen der preußischen Provinz Ostpreußen.
Im Jahr 1910 waren in Giesen 654 Einwohner verzeichnet. Ihre Zahl verringerte sich bis 1933 auf 587 und belief sich 1939 auf noch 524.
Aufgrund der Bestimmungen des Versailler Vertrags stimmte die Bevölkerung im Abstimmungsgebiet Allenstein, zu dem Giesen gehörte, am 11. Juli 1920 über die weitere staatliche Zugehörigkeit zu Ostpreußen (und damit zu Deutschland) oder den Anschluss an Polen ab. In Giesen stimmten 392 Einwohner für den Verbleib bei Ostpreußen, auf Polen entfiel keine Stimme.
In Kriegsfolge kam Giesen 1945 mit dem gesamten südlichen Ostpreußen zu Polen und trägt seither die polnische Namensform Giże. Der Ort ist Sitz eines Schulzenamtes (polnisch sołectwo) und bildet eine Ortschaft im Verbund der Landgemeinde Świętajno (Schwentainen) im Powiat Olecki (Kreis Oletzko, 1933–1945 Kreis Treuburg), bis 1998 der Woiwodschaft Suwałki, seitdem der Woiwodschaft Ermland-Masuren zugehörig.

## Religionen
Bis 1945 war Giesen in die evangelische Kirche Schwentainen in der Kirchenprovinz Ostpreußen der Evangelischen Kirche der Altpreußischen Union eingepfarrt.
Für das heutige Giże ist die nächstgelegene evangelische Kirchengemeinde die in Wydminy (Widminnen), eine Filialgemeinde der Pfarrei Giżycko (Lötzen) in der Diözese Masuren der Evangelisch-Augsburgischen Kirche in Polen, während die katholische Pfarrkirche in Świętajno (Schwentainen) Giże am nächsten liegt. Sie gehört zum Bistum Ełk (Lyck) der Römisch-katholischen Kirche in Polen.

## Verkehr
Giże ist über die polnische Landesstraße DK 65 (einstige deutsche Reichsstraße 132) sowohl von Olecko (Marggrabowa, 1928–1945 Treuburg) als auch von Gąski (Gonsken, 1938–1945 Herzogskirchen) aus zu erreichen. Außerdem verbindet eine Nebenstraße Świętajno mit Giże – mit einem „Abstecher“ über den gleichnamigen und zur Gmina Olecko gehörenden Ort Giże.
Zwischen 1911 und 1945 war Giesen Bahnstation an der Bahnstrecke Marggrabowa (Oletzko)/Treuburg – Schwentainen (polnisch Olecko–Świętajno), die von den Oletzkoer Kleinbahnen (Treuburger Kleinbahnen) betrieben und kriegsbedingt aufgegeben wurde.

## Persönlichkeiten
- Erich Lepkowski (1919–1975), deutscher Offizier, Fallschirmspringer und Rekordhalter im nächtlichen Fallschirmspringen
- Hans Sieg (* 24. Mai 1930 in Giesen), Generalmajor der Nationalen Volksarmee der DDR